# Ralla

Immagine del retro di un trattore stradale; la freccia con la descrizione Fifth wheel indica la ralla.

La ralla è una delle due parti relative all'accoppiamento meccanico ralla/perno tra un trattore stradale ed un semirimorchio per andare a costituire un autoarticolato. La ralla si trova sul trattore, mentre il perno si trova sul semirimorchio.
È un sistema di aggancio più complesso e pesante di quello utilizzato dall'autotreno; infatti la ralla non solo deve trainare, ma deve anche sorreggere una parte notevole, circa un terzo, del carico posto nel semirimorchio.

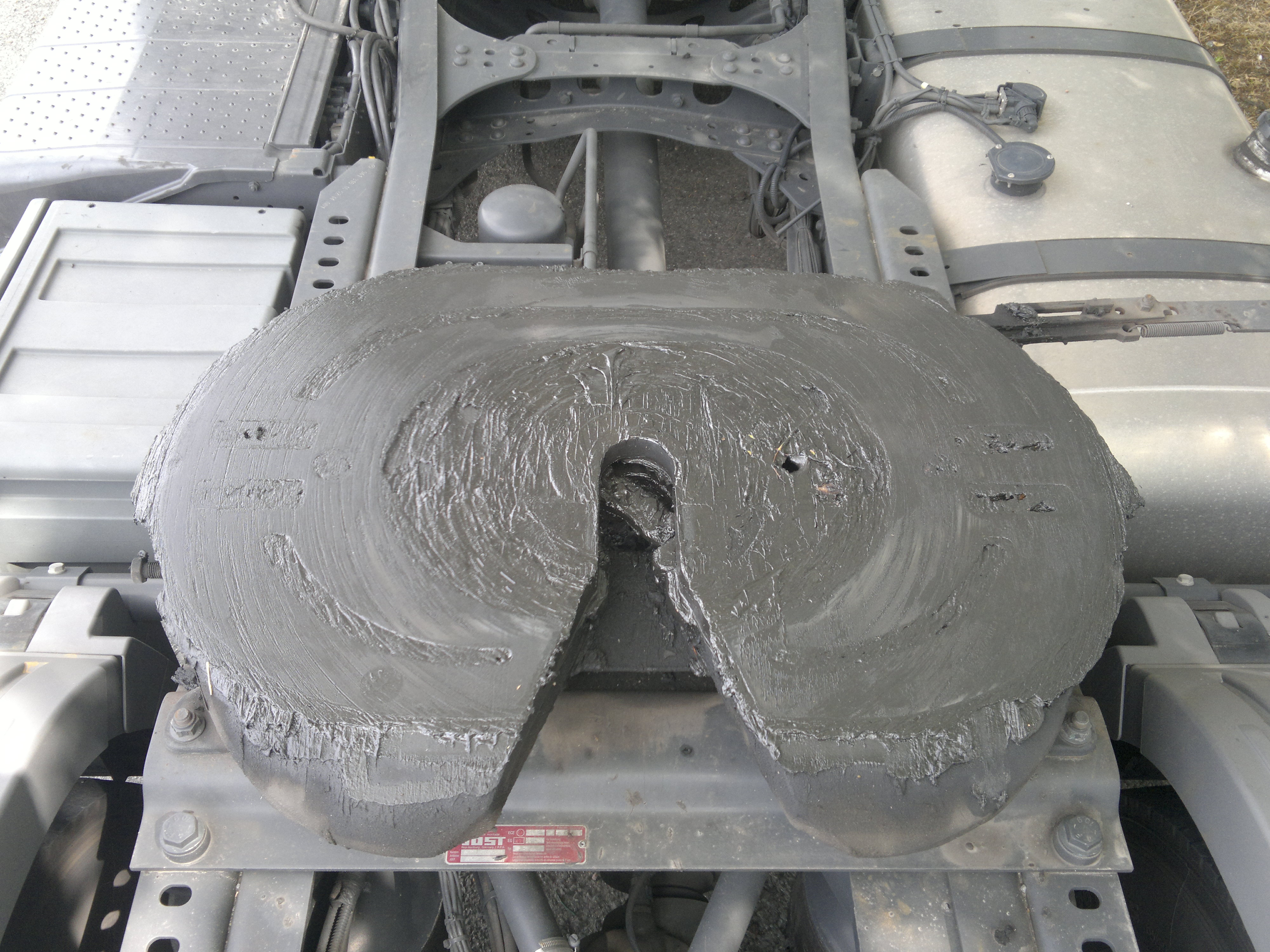
Ralla di un trattore stradale cosparsa di grasso

È costituita da una robusta piastra d'acciaio con un foro centrale e un invito per il perno di articolazione disegnato a coda di rondine; in questo modo si rende possibile l'aggancio anche se il trattore e il semirimorchio non sono perfettamente allineati tra loro. La suddetta piastra è montata su un controtelaio, a sua volta vincolato al telaio del trattore stradale, in maniera tale da evitare eccessive sollecitazioni su di esso; gode di un limitato movimento di oscillazione rispetto al telaio del trattore, sia in senso trasversale sia in senso longitudinale, che serve ad affrontare dossi, cunette o semplici asperità del fondo stradale.
Nei veicoli destinati ad utilizzi in fuoristrada, come i mezzi d'opera, vi sono alcuni tipi particolari di ralla che consentono di raggiungere notevoli angoli di oscillazione trasversale e longitudinale.